# 艾費爾國家公園

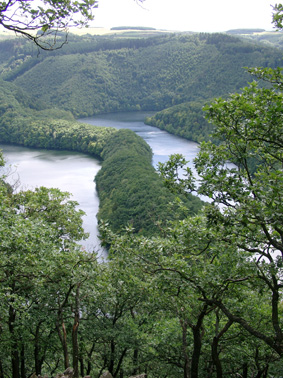

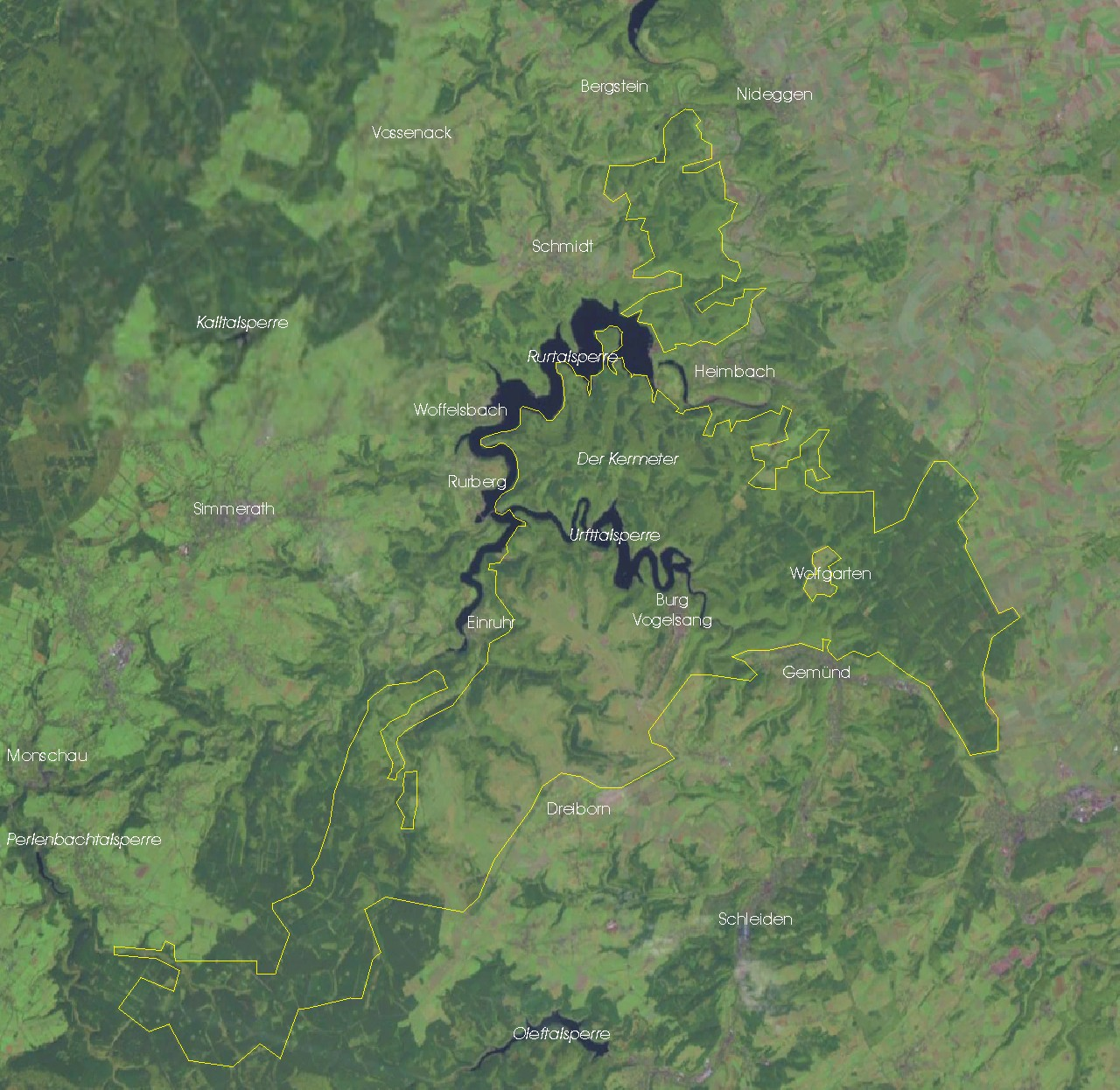

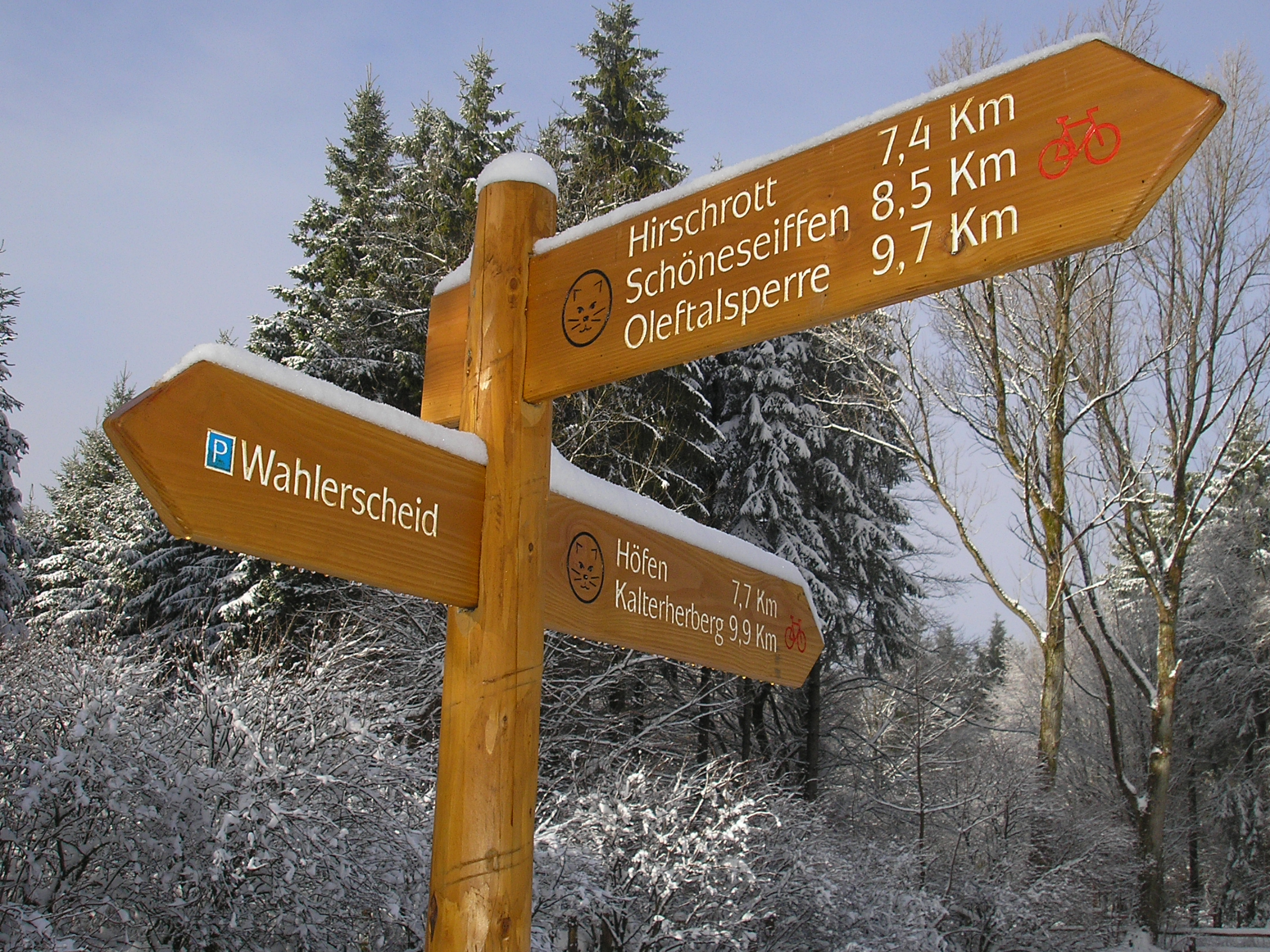

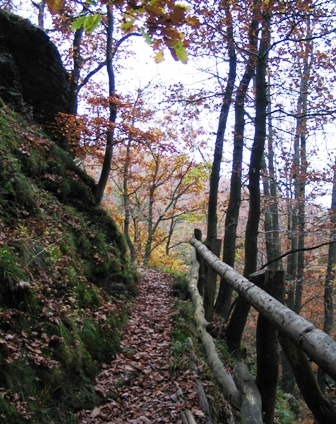

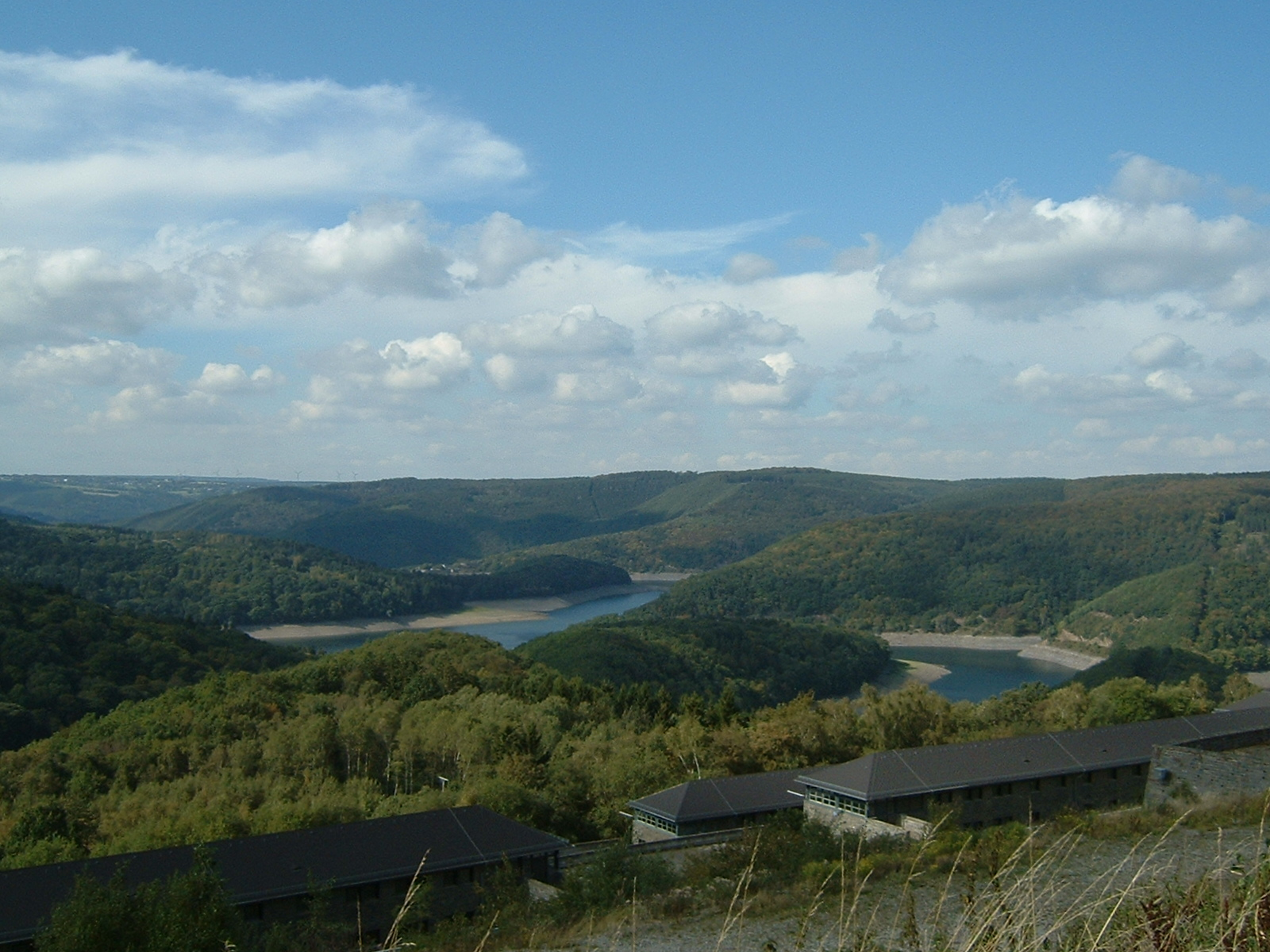

艾費爾國家公園（德語：Nationalpark Eifel）是德國的國家公園，位於該國西部艾費爾山北部，由北萊茵－威斯特法倫負責管轄，始建於2004年1月1日，面積107平方公里。

## 外部連結
- Official Website （英文）
- www.foerderverein-nationalpark-eifel.de （页面存档备份，存于） （德文）
- www.nationalparktor.de Private website on the Eifel National Park focussed on Heimbach （页面存档备份，存于） （德文）
- www.lernort-vogelsang.de Information portal about the history of the former Nazi Ordensburg of Vogelsang in the middle of the Eifel National Park （德文）